# محمد علی مرتضوی
محمد علی مرتضوی سیاست‌مدار و مدیر ارشد اجرایی ایرانی بود، که در دوره‌های بیست و یکم و بیست و دوم مجلس شورای ملی بعنوان نماینده اهواز از استان خوزستان در مجلس شورای ملی حضور داشت.